# Fredrik Strömfelt
Fredrik Haraldsson Strömfelt, född den 15 april 1863 i Västra Husby församling, Östergötlands län, död den 26 mars 1949 i Södra Åsums församling, Malmöhus län, var en svensk greve och militär. Han var son till Harald Strömfelt samt far till Carl och Harald Strömfelt.

## Biografi
Efter att ha avlagt mogenhetsexamen i Uppsala 1883 genomgick Strömfelt Ridskolan 1886–1887 och Gymnastiska centralinstitutet 1888–1890. Han blev underlöjtnant vid Livregementets dragonkår 1885, löjtnant där 1892 och ryttmästare 1904. Strömfelt var ordonnansofficer vid V. arméfördelningen 1891–1896, hos inspektören för kavalleriet 1898–1902, hos prins Carl 1898–1904 och adjutant hos honom från 1904. Han var chef för Kavalleriets volontärsskola 1906–1907 och förste lärare i ridning vid Ridskolan på Strömsholm 1909–1916. Strömfelt befordrades till major i armén 1913 och beviljades avsked ur krigstjänsten 1916. Han var chef för Björnö remontdepå 1922–1924 och kassadirektör i Färs härads sparbank i Sjöbo 1927–1931. Strömfelt var friherre till dess att han blev greve vid sin äldre brors död 1944. Han blev riddare av Svärdsorden 1905 och av Vasaorden 1918.

## Utmärkelser
- Riddare av Dannebrogorden,  2 maj 1898[1]
- Riddare av Svärdsorden,  1 december 1905[1]
- Konung Oscar II:s och Drottning Sofias guldbröllopsminnestecken,  6 juni 1907[1]
- Sankt Stanislausorden, andra klassen,  1908[1]

[Redigera Wikidata]